# San Gabriel, Guerrero
San Gabriel är en ort i Mexiko.   Den ligger i kommunen Ajuchitlán del Progreso och delstaten Guerrero, i den södra delen av landet, 200 km sydväst om huvudstaden Mexico City. San Gabriel ligger 288 meter över havet och antalet invånare är 178.
Terrängen runt San Gabriel är platt västerut, men österut är den kuperad. Runt San Gabriel är det ganska glesbefolkat, med 48 invånare per kvadratkilometer. Närmaste större samhälle är Ajuchitlán del Progreso, 1,9 km söder om San Gabriel. I omgivningarna runt San Gabriel växer huvudsakligen savannskog.